# Schoemanspoort
Schoemanspoort és un port de la ruta regional R328 entre Schoemanshoek (al nord d'Oudtshoorn) i les Coves de Cango al Swartberg. El port connecta el Petit Karoo amb el Prince Albert al Gran Karoo a través del coll Swartberg. El port es troba a 470 m sobre el nivell del mar i té un pendent màxim de 1:12.